# Ина Попова
Ина Попова е българска актриса.
Завършва НАТФИЗ „Кръстьо Сарафов“ със специалност актьорско майсторство. След това играе в Пернишкия театър, а после в театър „Диалог“ на свободна практика.
От брака си с режисьора Оскар Кристанов има син.

## Филмография
- Мисия Лондон (2010) – Таня Вандова
- Мъж за милиони (тв, 2006) – Меги
- Записки по българските мафии (тв, 1994) – съпругата на Кръстьо
- Здравей, бабо! (1991)
- Аз, Графинята (1989)
- Дом за нашите деца (5-сер. тв, 1986) – дъщерята на инж. Ванчелов
- Съдията (1986) – Кераца
- Борис I (1985)
- Инспектор без оръжие (1985) – Нора
- Ако те има (1983)
- Хора отдалече (1977)
- Сбогом, любов (3-сер. тв, 1974 – 1976) – художничката Яна Ганчовска, студентка в Художествената академия, приятелка на Петрунов